# سیناگا ده اورو
سیناگا ده اورو (به اسپانیایی: Ciénaga de Oro) یک سکونتگاه مسکونی در کلمبیا است که در بخش کوردوبا واقع شده‌است.

## خصوصیات
سیناگا ده اورو ۲۷۵٬۹۵۲ نفر جمعیت دارد و ۱۳ متر بالاتر از سطح دریا واقع شده‌است.